# Hesperotychus stangei
Hesperotychus stangei är en skalbaggsart som beskrevs av Albert A. Grigarick och Schuster 1962. Hesperotychus stangei ingår i släktet Hesperotychus och familjen kortvingar. Inga underarter finns listade i Catalogue of Life.